# احیای خود

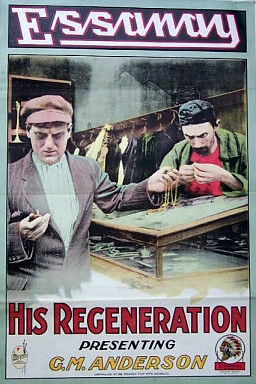

احیای خود (به انگلیسی: His Regeneration) یک فیلم صامت کمدی آمریکایی ساخته شده توسط استودیو اسنای در سال ۱۹۱۵ و با بازی چارلی چاپلین می‌باشد.